# قائمة المنافسات بين أندية كرة القدم في أوروبا
تتناول هذه القائمة منافسات كرة القدم بين الأندية في جميع أنحاء أوروبا. ويتضمن ذلك مباريات الديربي المحلية، فضلاً عن المباريات بين الفرق البعيدة. بالنسبة للمنافسات بين الفرق الدولية والمنافسات بين الأندية حول العالم، راجع قائمة المنافسات بين فرق كرة القدم.
يتم تضمين الأندية التابعة للاتحادات الأعضاء في الاتحاد الأوروبي لكرة القدم فقط.

## البرتغال
- بورتو وبنفيكا (كلاسيكو البرتغال)
- بنفيكا وسبورتينغ (ديربي لشبونة)
- ناسيونال ماديرا ونادي ماريتيمو (ديربي ماديرا)
- نادي بورتو ونادي بوافيشتا (ديربي بورتو)
- سبورتينغ براغا وفيتوريا غيماريش (ديربي مينهو)

## إسبانيا
- برشلونة وريال مدريد (الكلاسيكو أو كلاسيكو الأرض)
- إشبيلية وريال بيتيس (ديربي الأندلس)
- ريال مدريد وأتليتكو مدريد (ديربي مدريد)
- برشلونة وإسبانيول أو جيرونا (ديربي برشلونة)
- اتلتيك بلباو وريال سوسيداد (ديربي الباسك)
- ليفانتي وفالنسيا (ديربي فالنسيا)
- نادي خيتافي ونادي ليغانيس (ديربي جنوب مدريد)
- نادي هويسكا وريال سرقسطة (ديربي أراغونيزي)
- نادي غرناطة ونادي مالقا (ديربي شرق الأندلس)
- سيلتا فيغو وديبورتيفو لاكورونيا (ديربي غاليسيا)

## فرنسا
- باريس سان جيرمان وأولمبيك مارسيليا (الكلاسيكو الفرنسي)
- سانت إتيان وأولمبيك ليون (ديربي إقليم رون)
- نيس وموناكو (ديربي الجنوب)
- أولمبيك مارسيليا وأولمبيك ليون (تصادم الأولمبيين)
- جيروندان بوردو ونادي تولوز (ديربي جارون)
- باريس سان جيرمان واف سي باريس (ديربي باريس)
- نادي لانس ونادي ليل (ديربي الشمال)
- ستاد رين ونادي نانت (دربي بريتاني)
- نادي ميتز وإي أس نانسي (ديربي لورين)
- نادي نانت ونادي أنجيه (الديربي الغرب)

## إيطاليا
- يوفنتوس وإنتر ميلان («كلاسيكو إيطاليا»)
- إيه سي ميلان وإنتر ميلان («ديربي ميلانو» يجمع قطبي مدينة ميلانو أو «ديربي ديلا مادونينا» نسبة إلى تمثال العذراء في المدينة)
- نادي لاتسيو ونادي روما («ديربي روما» يجمع قطبي عاصمة روما أو «ديربي ديلا كابيتالي» نسبة إلى تمثال العذراء في العاصمة)
- نادي لاتسيو ونادي ليفورنو («الديربي السياسي» لاتسيو ممثل اليمين السياسي، وليفورنو ممثل اليسار)
- يوفنتوس ونادي تورينو («ديربي تورينو»)
- نادي نابولي ونادي روما («ديربي الشمس»)
- نادي جنوى ونادي سامبدوريا («ديربي جنوى»)
- نادي باليرمو ونادي كاتانيا («ديربي صقلية»)
- هيلاس فيرونا وكييفو فيرونا («ديربي فيرونا»)
- نادي بولونيا وفيورنتينا («ديربي الأبينيني»)

## ألمانيا
- بروسيا دورتموند وشالكه 04 (ديربي الرور)
- بايرن ميونخ وبروسيا دورتموند (الكلاسيكو)
- فيردر بريمن وهامبورغ (ديربي الشمال)
- هانوفر 96 وفولفسبورغ (ديربي ساكسونيا السفلى)
- كولن وبروسيا مونشنغلادباخ (ديربي الراين)
- ميونخ 1860 وبايرن ميونخ (ديربي ميونخ)
- بايرن ميونخ ونورنبيرغ (ديربي بافاريا)
- نورنبيرغ وغرويتر فورت (ديربي الفرانكفونية)
- هامبورغ وسانت باولي (ديربي مدينة هامبورغ)
- هرتا برلين ويونيون برلين (ديربي برلين)
- سانت باولي وهانزا روستوك (الديربي السياسي)

## بلجيكا
- ستاندارد لييج ونادي أندرلخت (كلاسيكو بلجيكا)
- رويال يونيون سان خيلويزي ونادي أندرلخت (ديربي بروكسل)
- كلوب بروج وسيركل بروج (ديربي بروج)
- رويال أنتويرب وبيرتشوت ويلريجك (ديربي

أنتويرب)
- نادي رويال شارلروا وستاندارد لييج (ديربي فالونيا)

## هولندا
- أياكس أمستردام وفينورد روتردام («دي كلاسيكر»)
- أياكس أمستردام ونادي آيندهوفن («كلاسيكو هولندا»)
- نادي آيندهوفن وفينورد روتردام («دي كراكير»)
- نادي غرونينغن ونادي هيرنفين («ديربي شمال»)
- ام في في ماستريخت وفورتونا سيتارد («ديربي الجنوب»)

## إنجلترا
- آرسنال وتشيلسي (ديربي لندن)
- آرسنال وتوتنهام هوتسبير (ديربي شمال لندن)
- إيفرتون وليفربول (ديربي الميرسيسايد)
- مانشستر يونايتد ومانشستر سيتي (ديربي مانشستر)
- نيوكاسل يونايتد وسندرلاند (ديربي التاين ووير)
- ليفربول ومانشستر يونايتد (ديربي الشمال الغربي)
- وست بروميتش ألبيون ووولفرهامبتون واندررز (ديربي بلاك كنتري)
- نادي بورتسموث ونادي ساوثهامبتون (ديربي الساحل الجنوبي)
- أستون فيلا وبرمنغهام سيتي (ديربي برمنغهام)
- تشيلسي وبرينتفورد وفولهام (ديربي غرب لندن)

## إسكتلندا
- رينجرز وسلتيك (ديربي أولد فيرم)
- نادي إنفرنيس ونادي أبردين (ديربي الشمال)
- نادي دندي ودندي يونايتد (ديربي دندي)
- هارت أوف ميدلوثيان ونادي هيبرنيان (ديربي إدنرة)
- نادي آير يونايتد ونادي كيلمارنوك (ديربي ايرشاير)

## أيرلندا
- نادي شامروك روفرز ونادي دوندالك (كلاسيكو أيرلندا)
- نادي شيلبورن ونادي بوهيميان (ديربي دبلن)
- نادي كورك سيتي ونادي يميريك (ديربي مونستر)
- نادي فين هاربز وديري سيتي (ديربي الشمال الغربي)
- درودا يونايتد ونادي دوندالك (ديربي لاوث)

## النرويج
- نادي فوليرينغا ونادي لين (ديربي أوسلو)
- نادي روسنبورغ ونادي بران (كلاسيكو نرويج)
- نادي بودو/غليمت وترومسو إيدريتسلاغ (ديربي الشمال)
- نادي سترومسغودست ونادي ميوندالن (سوبر كلاسيكو)
- نادي ليلستروم ونادي فوليرينغا

## السويد
- نادي مالمو ونادي غوتبورغ (كلاسيكو السويد)
- نادي يورغوردينس وأيك سولنا (ديربي ستوكهولم)
- نادي هلسينغبورغ ونادي مالمو (ديربي محافظة اسكونه)
- نادي هاماربي وأيك سولنا (ديربي سودرمالم)
- نادي هكن ونادي غوتبورغ (ديربي غوتنبرغ)

## إستونيا
- ليفاديا تالين وفلورا تالين (ديربي تالين)
- نادي نوم كاليو وفلورا تالين (ديربي العاصمة الصغير)
- تارتو جي كيه ويلكو وتارتو تاميكا (ديربي تارتو)
- بارنو فابروس ونادي بارنو (ديربي بارنو)
- إف سي أوتيبا وفورو إف سي هيليوس (ديربي الجنوب الشرقي)

## لاتفيا
- نادي فنتسبيلس ونادي ريغا (كلاسيكو لاتفيا)
- نادي ميتا ونادي ريغا (ديربي ريغا الصغير)
- نادي فنتسبيلس ونادي ليبايا (ديربي منطقة كورزيم)
- نادي آر إف إس ونادي ريغا (ديربي ريغا)
- نادي جولبين ونادي فالميرا (ديربي شمال)

## بيلاروسيا
- دينامو مينسك ونادي مينسك (ديربي مينسك)
- بارتيزان مينسك وتوربيدو مينسك (ديربي مينسك الصغير)
- باتي بوريسوف ودينامو مينسك (كلاسيكو بيلاروسيا)
- نادي روخ برست ودينامو برست (ديربي برست)
- دينامو برست ودينامو مينسك (ديربي دينامو)

## روسيا
- سيسكا موسكو وسبارتاك موسكو (ديربي موسكو)
- دينامو سانت بطرسبرغ وزينيت سانت بطرسبرغ (ديربي سانت بطرسبرغ)
- سبارتاك موسكو وزينيت سانت بطرسبرغ (كلاسيكو روسيا)
- روبين قازان وكريليا سوفيتوف سامارا (ديربي فولجا)
- زينيت سانت بطرسبرغ وبالتيكا كالينينغراد (ديربي البلطيق)

## أوكرانيا
- دينامو كييف وشاختار دونيتسك (كلاسيكو اوكرانيا)
- أرسنال كييف ودينامو كييف (ديربي كييف)
- ميتالورغ دونيتسك وشاختار دونيتسك (ديربي دونيتسك)
- نادي دنيبرو دنيبروبتروفسك وميتاليست خاركيف (ديربي شرق أوكرانيا)
- نادي كارباتي لفيف ونادي لفيف (ديربي لفيف)

## كازاخستان
- إيرتيش بافلودار ونادي أكزاييك (ديربي الكبير)
- نادي كايرات ونادي آستانا (ديربي العاصمتين)
- نادي آكتوبه وإف كي أتيراو (ديربي الغرب)
- نادي أورداباسي ونادي آكتوبه (كلاسيكو كرة القدم الكازاخية)
- نادي زينيس ونادي آستانا (ديربي العاصمة)

## أرمينيا
- بيونيك يريفان وأرارات يريفان (ديربي يريفان)
- نادي شيراك وبيونيك يريفان (كلاسيكو ارمينيا)
- نادي بانانتس وألاشكرت (ديربي يريفان صغير)
- نادي ليرناين آرتساخ ونادي نوح (ديربي كوتايك)

نادي سيونيك وجاندجاسر كابان (ديربي سيونيك)

## أذربيجان
- نادي خزر لنكران ونادي نيفتشي باكو (ديربي باكو)
- نادي قره باغ ونادي نيفتشي باكو (كلاسيكو أذربيجان)
- نادي كاباز ونادي نيفتشي باكو (ديربي التاريخي)
- نادي كارافان وايه بي ان باردا (ديربي الوسط)
- نادي كاباز ونادي شامكير (ديربي شمال الغربي)

## جورجيا
- نادي دينامو تبليسي وتوربيدو كوتيسي (كلاسيكو جورجيا)
- لوكوموتيف تبليسي ونادي دينامو تبليسي (ديربي تبليسي)
- شوكورا كوبوليتي ونادي دينامو باتومي (ديربي أجاريا)
- نادي دينامو تبليسي ونادي دينامو باتومي (ديربي دينامو)
- نادي سامتريديا ونادي سامغورالي تسخالتوبو (ديربي إيميريتي)

## إسرائيل
- مكابي تل أبيب ومكابي حيفا وبيتار أورشليم (كلاسيكو أسرائيل)
- مكابي تل أبيب وهبوعيل تل أبيب(ديربي تل أبيب)
- مكابي حيفا وهبوعيل حيفا (ديربي حيفا)
- بيتار أورشليم وهبوعيل أورشليم (ديربي أورشليم)
- بيتار أورشليم واتحاد أبناء سخنين (ديربي ديني)
- هبوعيل رمات غان ومكابي رمات غان (ديربي رمات غان)
- مكابي بتاح تكفا وهبوعيل بتاح تكفا (ديربي بتاح تكفا)
- مكابي شعرايم وهبوعيل مارمورك (ديربي روحوفوت)
- هبوعيل أسدود ومكابي ايروني أسدود (ديربي أسدود)
- مكابي نتانيا وهبوعيل نير رمات هشارون وهبوعيل كفار سابا (ديربي سهل شارون)

## قبرص
- أبويل نيقوسيا ونادي أومونيا (ديربي نيقوسيا)
- أنورثوسيس فاماغوستا وأبويل نيقوسيا (كلاسيكو قبرص)
- أبولون ليماسول وأيل ليماسول (ديربي ليماسول)
- نيا سلاميس فاماغوستا وأنورثوسيس فاماغوستا (ديربي فاماغوستا)
- إيراكليس جيرولاكو وأولمبياكوس نيقوسيا (ديربي نيقوسيا صغير)

## تركيا
- أنقرة غوجو وغنتشلربيرليغي (ديربي أنقرة)
- غلطة سراي وفنربخشة (ديربي إسطنبول)
- نادي فاتح كاراغومروك ونادي قاسم باشا (ديربي القرن الذهبي)
- كارسياكا ونادي جوزتيبي (ديربي إزمير)
- أضنة سبور وأضنة دمير سبور (ديربي أضنة)

## اليونان
- باناثينايكوس وأيك أثينا (ديربي أثينا)
- باناثينايكوس وأولمبياكوس («ديربي العداوة الأبدية» أو كلاسيكو يونان)
- إثنيكوس وأولمبياكوس (ديربي بيرايوس)
- نادي اثينا كاليثيا ونادي بانيونيوس (ديربي جنوب اثينا)
- نادي إيغاليو ونادي أتروميتوس (ديربي غرب اثينا)

## رومانيا
- ستيوا بوخارست ودينامو بوخارست (ديربي بوخارست)
- جامعة كلوج وسي إف آر كلوج (ديربي مقاطعة كلوج)
- بوليتنيكا تيميشوارا ويو تي أي أراد (ديربي الغرب)
- نادي بترولول بلويشتي ونادي أسترا جورجو (ديربي بلويشت)
- نادي يونيفيرسيتاتيا كرايوفا ويونيفرسيتاتيا كرايوفا (ديربي أولتينيا)

## مولدوفا
- زمبرو تشيسيناو وشريف تيراسبول (كلاسيكو مولدوفا)
- زمبرو تشيسيناو وداتشيا كيشيناو (ديربي كيشيناو)
- ميلسامي أورهي وداتشيا كيشيناو (ديربي أورهي)
- نادي تيغينا وشريف تيراسبول (ديربي تيراسبول)
- نادي أوليمب كومرات ونادي ساكسان (ديربي غاغاوزيا)

## ألبانيا
- نادي تيرانا ونادي فلازنيا إشقودرة (كلاسيكو البانيا)[1]
- بارتيزاني تيرانا ونادي تيرانا (ديربي تيرانا)
- دينامو تيرانا وبارتيزاني تيرانا (ديربي تيرانا الصغير)
- نادي أبولونيا فيير ونادي لوشنيا (ديربي ميزيكي)
- نادي كوكسي ونادي فلازنيا إشقودرة (ديربي شمال)

## بوسنيا
- جيلييزنيتشار ساراييفو ونادي ساراييفو (ديربي ساراييفو)
- أولمبيك سراييفو ونادي ساراييفو (ديربي ساراييفو صغير)
- زرينيسكي موستار وجيلييزنيتشار ساراييفو (كلاسيكو بوسنيا)
- فيليز موستار وزرينيسكي موستار (ديربي موستار)
- نادي شيروكي برييغ وزرينيسكي موستار (ديربي هرسك)

## كرواتيا
- هايدوك سبليت ودينامو زغرب (كلاسيكو كرواتيا)
- نادي لوكوموتيفا ودينامو زغرب (ديربي زغرب)
- نادي رييكا وهايدوك سبليت (ديربي البحر الأدرياتيكي)
- نادي شيبينيك وهايدوك سبليت (ديربي الدلماسي)
- نادي أوسييك ونادي رييكا (ديربي أوسييك رييكا)

## سلوفينيا
- نادي برافو وأولمبيا ليوبليانا (ديربي ليوبليانا)
- نادي ماريبور وأولمبيا ليوبليانا (كلاسيكو سلوفينيا)
- نادي نافتا ليندافا ونادي مورا (ديربي بريكمورج)
- نادي تساليه ونادي ماريبور (ديربي ستيريا)
- نادي غوريتسا ونادي كوبر (ديربي ساحل)

## صربيا
- نادي النجم الأحمر ونادي بارتيزان (ديربي بلغراد)
- نادي فويفودينا ونادي النجم الأحمر (كلاسيكو صربيا)
- نادي فويفودينا وسبارتاك سوبتيتسا (ديربي نزيجي)
- نادي رادنيكي ونادي سميديريفو (ديربي سمادجة)
- نادي دوبوسيكا ورادنيتشكي نيش (ديربي جنوب صربيا)

## النمسا
- ريد بل سالزبورغ ورابيد فيينا (كلاسيكو النمسا)
- أوستريا فيينا ورابيد فيينا (ديربي فيينا)
- نادي أوستريا سالزبورغ وريد بول سالزبورغ (ديربي سالزبورغ)
- شتورم غراتس وغراتزر أي كاي (ديربي غراتس)
- نادي فولفسبيرغر ونادي كلاغنفورت (ديربي كيرنتن)

## المجر
- نادي فيرينتسفاروشي ونادي أويبست (ديربي بودابست)
- جيرموت جيور وغيور تورنا أوزتالي (ديربي جيور)
- نادي ديوسجوري ونيريغيهازا سبارتاكوس (ديربي الشرق)
- نادي مول فيهيرفار وغيور تورنا أوزتالي (ديربي ترانسدانوبيا)
- هلاداس زومباثلي وزالايغيرزيغي تورنا إغيليت (ديربي الغرب)

## تشيكيا
- فيكتوريا بلزن وسبارتا براغ (كلاسيكو تشيك)
- سلافيا براغ وسبارتا براغ (ديربي براغ)
- نادي باردوبيتسه ونادي هراتس كرالوفه (ديربي شرق بوهيميا)
- نادي يابلونتس ونادي سلوفان ليبيريتس (ديربي شمال بوهيميا)
- بانيك أوسترافا ونادي أوبافا (ديربي سيليزيا)

## سلوفاكيا
- نادي سلوفان براتيسلافا ونادي سبارتاك ترنافا (كلاسيكو سلوفاكيا)
- إنتر براتيسلافا ونادي سلوفان براتيسلافا (ديربي براتيسلافا)
- نادي داك 1904 دونيسكا ستريدا ونادي سلوفان براتيسلافا
- نادي لوكوموتيف كوشيتسه ونادي كوشيتسه (ديربي كوشيتسه)
- نادي جيلينا ونادي ترنتشين (ديربي شمال)

## بولندا
- ليغيا وارسو وفيسوا كراكوف (كلاسيكو بولندا الكبير)
- لخ بوزنان وليخيا غدانسك (ديربي الملوك)
- فيسوا كراكوف ونادي كراكوفيا(ديربي كراكوف)
- غورنيك زابجه ورتش شوروزو (ديربي أعالي سيليزيا)
- بولونيا وارسو وليغيا وارسو (ديربي وارسو)

## الدنمارك
- نادي بروندبي ونادي كوبنهاغن (ديربي كوبنهاغن)
- نادي لينغبي ونادي اكاديمية جلادساكس (ديربي شمال كوبنهاجن)
- نادي نوردشيلاند ونادي لينغبي (ديربي شمال نيوزيلندا)
- نادي البورك وآرهوس جمناستيك فورينينغ (ديربي يوتلاند)
- نادي سيلكيبورج ونادي ميتييلاند (ديربي وسط يوتلاند)

## سويسرا
- نادي بازل ونادي غراسهوبر زيوريخ (كلاسيكو سويسرا)
- نادي زيورخ ونادي غراسهوبر زيوريخ (ديربي زيورخ)
- نادي ثون ويانغ بويز (ديربي برن)
- نادي سيرفيت ونادي لوزان (ديربي بحيرة ليمان)
- نادي ويل ونادي سانت غالن (ديربي سانت غالن)

## بلغاريا
- ليفسكي صوفيا وسسكا صوفيا (ديربي صوفيا)
- سسكا صوفيا ولودوغورتس رازغراد (كلاسيكو بلغاريا)
- لوكوموتيف صوفيا وسلافيا صوفيا (ديربي العاصمة الصغير)
- نادي لوكوموتيف بلوفديف ولودوغورتس رازغراد (ديربي السكك الحديدية)
- نادي بوتيف بلوفديف ونادي بيروي ستارا زاغورا (ديربي تراقيا)
- نادي بوتيف بلوفديف ونادي لوكوموتيف بلوفديف (ديربي بلوفديف)

## فنلندا
- نادي هلسنكي وهكا (ديربي هلسنكي)
- نادي لاهتي ونادي هلسنكي (كلاسيكو فنلندا الحديث)
- نادي إلفيس وتامبيري يونايتد وهكا (ديربي بيركنما)
- سينايوين يالكابالوكيرهو ونادي فآسا (ديربي بوهيانما)
- نادي بالو ليروت ونادي جاز